# Helmut Fingerhut

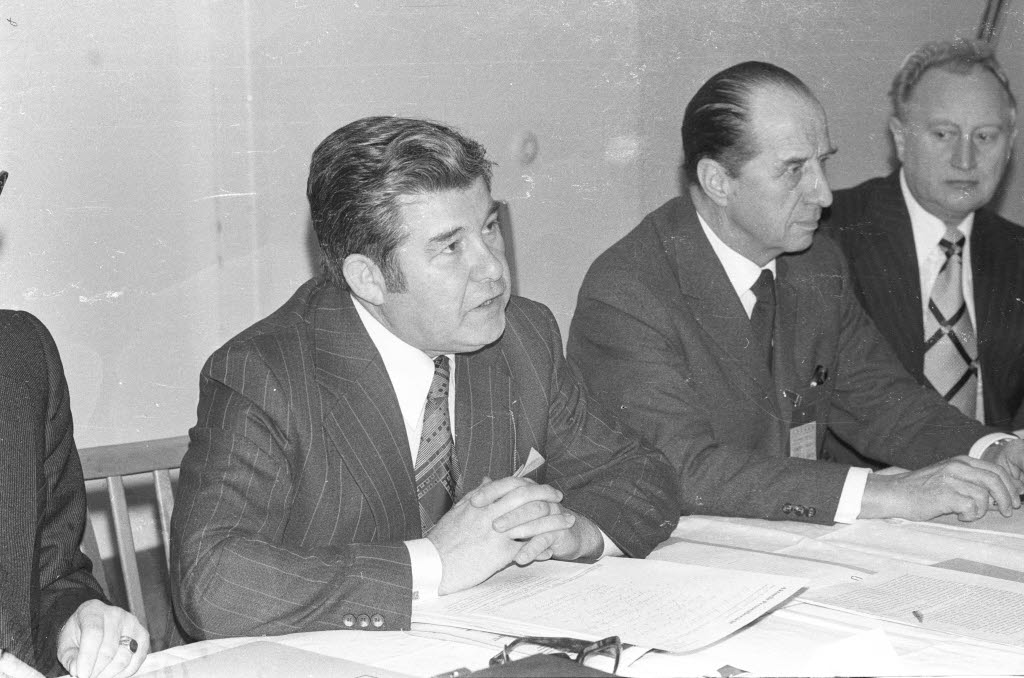
Helmut Fingerhut (li.) bei einer Pressekonferenz im Kieler Marinearsenal (1975). Rechts neben ihm Generalleutnant Dietrich Willikens.

Helmut Fingerhut (* 22. November 1921 in Frankfurt am Main; † 21. September 2016 in Bad Soden am Taunus) war ein deutscher Verwaltungsbeamter.

## Leben
Nach kaufmännischer Lehre im Druckerei- und Verlagswesen trat er bei der Stadtverwaltung Frankfurt am Main in den gehobenen nichttechnischen Verwaltungsdienst ein. Von 1940 bis 1945 wurde er zum Reichsarbeitsdienst und anschließendem Kriegsdienst eingezogen. 1945 geriet er in Kriegsgefangenschaft. Von 1953 an war er Verwaltungsdirektor der Universitäts-Nervenklinik, ab 1956 Verwaltungsdirektor des Städtischen Krankenhauses Frankfurt-Höchst und Leiter der Stiftung des Hospitals zum Heiligen Geist und von 1960 bis 1970 Leiter des Personalamts der Stadtverwaltung Frankfurt.
Im Juni 1970 wechselte er als Leiter der Abteilung Unterbringung, Liegenschafts- und Bauwesen in das Bundesministerium der Verteidigung. Zwei Jahre später wurde er unter Georg Leber zum beamteten Staatssekretär ernannt. Nach dessen Rücktritt im Februar 1978 wurde Fingerhut in den einstweiligen Ruhestand versetzt. Nach der Bundestagswahl 1980 wurde er beamteter Staatssekretär im Bundesministerium für Arbeit und Sozialordnung. Nach dem Bruch der sozialliberalen Koalition im Herbst 1982 ging er in den Ruhestand.
Fingerhut lebte in Schwalbach am Taunus und zuletzt in Bad Soden am Taunus. Er starb 94-jährig im September 2016.

## Ehrungen und Auszeichnungen
- 1976: Großes Verdienstkreuz des Verdienstordens der Bundesrepublik Deutschland